# Bartosz Nowak
Bartosz Nowak (Radom, 25 agosto 1993) è un calciatore polacco, centrocampista del GKS Katowice.

## Caratteristiche tecniche
È un centrocampista dotato di un ottimo senso del gol. Può giocare anche come trequartista.

## Carriera
Dopo aver conquistato la promozione in Ekstraklasa con lo Stal Mielec, realizzando tredici gol in un solo campionato, Nowak passa al Górnik Zabrze. Le sue prestazioni gli permettono di divenire subito titolare, vincendo anche il premio come miglior calciatore del campionato polacco in ottobre.

## Palmarès

### Club

#### Competizioni nazionali
- II liga: 1

Stal Mielec: 2015-2016
- Supercoppa di Polonia: 1

Raków Częstochowa: 2022
- Campionato polacco: 1

Raków Częstochowa: 2022-2023